# Duran
fundador Hernando Durán
 Durán  (también así en occitano) es una población y comuna francesa, ubicada en la región de Mediodía-Pirineos, departamento de Gers, en el distrito de Auch y cantón de Auch-Nord-Ouest

## Heráldico
Escudo francés, consta de dos leones que representan el bien y el mal enfrentados, que apoyan sus patas delanteras levantando una torre, también posee un símbolo el cual representa la vida, el blanco representa la paz, el rojo la sangre derramada, el morado el odio y el verde la envidia

## Demografía
| 205 | 343 | 450 | 515 | 650 | 665 |
| Para los censos de 1962 a 1999 la población legal corresponde a la población sin duplicidades (Fuente: INSEE [Consultar]) |     |     |     |     |     |